# Latinská rčení, Q
V tomto článku jsou uvedena některá známá latinská rčení, začínající písmenem Q.
Latina měla na evropskou kulturu hluboký a dlouho trvající vliv. Od římské antiky přes křesťanství a humanismus až do 18. století byla její znalost u vzdělaných lidí samozřejmostí. V některých oborech se s latinskými názvy stále pracuje, užívají se různé obraty a ve starší literatuře se najde množství latinských citátů. Protože latinských obratů, rčení a přísloví je mnoho, je seznam vybraných seřazen podle abecedy a rozdělen podle počátečních písmen do samostatných článků.

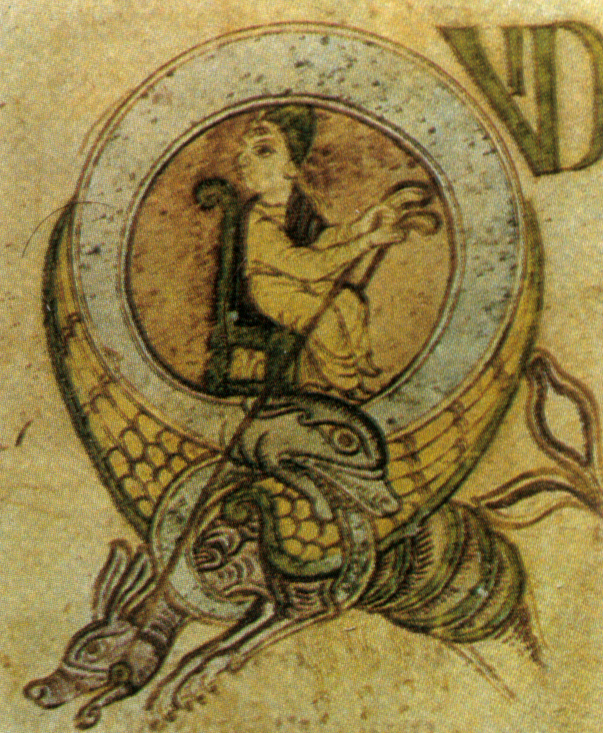
Iniciála Q (Žaltář z Corvey, kolem 800)

A
B
C
D
E
F
G
H
I
L
M
N
O
P
Q
R
S
T
U
V

## Qua
- Qua patet orbis  – „Kam až sahá svět“
- Quaque die – „Každý den, denně“
- Quae Caesaris Caesari, quae Dei Deo. – „(Dávejte) co je císařovo, císaři, a co je Boží, Bohu“ – Ježíšova odpověď na otázku, zda platit daně (Mk 12,17)
- Quae caret ora cruore nostro? – „Na kterém pobřeží není naše krev?“ (Horatius)
- Quae fuerant vitia mores sunt. – „Co byly neřesti, je (dnes) mrav“ (Seneca mladší, Listy Luciliovi 39,6)
- Quae nocent, docent. – „Co škodí, poučuje“
- Quae volumus, credimus libenter. – „Co si přejeme, tomu ochotně věříme“ (Cicero)
- Quaere – „Hledej, zkoumej, ptej se“
- Quaere et invenies. – „Hledej a najdeš“
- Quaerite primum regnum Dei... – „Hledejte nejprve království Boží...“ (Mt 6,33)
- Qualis artifex pereo! – „Jaký umělec to ve mně umírá!“, poslední slova Neronova (Suetonius)
- Qualis rex, talis grex. – „Jaký král, takové stádo (houf)“
- Qualis sit animus, ipse animus nescit. – „Jaká je, to duše sama neví“
- Qualis vita, finis ita. – „Jaký život, takový konec“
- Quam non est facilis virtus! Quam vero difficilis eius diuturna simulatio! – „Jak nelehká je ctnost! A jak je těžké denně ji předstírat!“ (Cicero, Ad Atticum 7.1.6)
- Quamvis sint sub aqua, sub aqua maledicere temptant. – „I když jsou pod vodou, přece se snaží pomlouvat“, o sedlácích, potrestaných za klevetu tím, že musí žít pod vodou jako žáby (Ovidius, Proměny 6,376)
- Quandoque bonus dormitat Homerus. – „Občas si i velký Homér zdřímne“ a udělá chybu (Horatius, Ars poetica), obdoba našeho I mistr tesař se utne.
- Quasi modo – „nějak, jako by“

## Que
- Quedqued latino dictum sit, altum videtur. – "Cokoliv se řekne latinsky, zní vznešeně."
- Quem Deus vult perdere, prius dementat. – „Koho chce Bůh potrestat, nejdřív ho zbaví rozumu“ (podobně Publius Syrus, Sentence 612)
- Quem di diligunt, adulescens moritur. – „Koho bohové milují, nechají zemřít v mládí“ (Plautus)
- Quem taurum metuis, vitulum mulgere solebas. – „Býka, kterého se bojíš, jsi jako telátko hladil“
- Questio facti – „otázka po skutečnosti“, otázka skutková, zjištění skutkového stavu věci
- Questio iuris – „otázka po právu“, otázka právní, výklad a aplikace práva

## Qui
- Qui amant, ipsi sibi somnia fingunt. – „Milenci si sami spřádají sny“ (Vergilius)
- Qui amat periculum, peribit in eo. – „Kdo si libuje v nebezpečích, zahyne v nich“ (Bible, Sir 3,26)
- Qui asinum non potest, stratum caedit. – „Kdo nemůže bít osla, bije sedlo (pokrývku)“ (Petronius)
- Qui commodum habet etiam incommodum ferre debet – „Kdo má (z něčeho) prospěch, musí nést i břemena“, právní zásada
- Qui desiderat pacem, praeparet bellum. – „Kdo touží po míru, ať se chystá na válku“
- Qui diligit filium suum, adsiduat illi flagella. – „Kdo má rád syna, musí ho včas trestat“ (Bible, Př 13,24)
- Qui dormit, non peccat. – „Kdo spí, nehřeší“, nemůže se provinit
- Qui fodit foveam, incidit in eam. – „Kdo (jinému) jámu kope, sám do ní spadne“ (Bible, Př 26,27)
- Qui invidiunt, egent – „Kdo závidí, sám trpí“ (Plautus, Neotesanec 745)
- Qui nescit dissimulare, nescit regnare. – „Kdo neumí předstírat, neumí vládnout“
- Qui nimium probat, nihil probat. – „Kdo příliš dokazuje, nic nedokazuje“
- Qui peccat ebrius, luat sobrius. – „Kdo hřeší v opilosti, střízlivý to odpyká“
- Qui pro quo – „Kdo za koho“, o záměně osob a témat
- Qui suo iure utitur, nemini facit iniuriam. – „Kdo užívá svého práva, nikomu nekřivdí“
- Qui tacet, consentire videtur. – „Kdo mlčí, zdá se souhlasit“
- Qui uti scit, ei bona; illi, qui non utitur, recte mala. – „Kdo umí užívat, tomu prospívá; kdo neumí, tomu právem škodí“ (Terentius)
- Qui vitia odit, homines odit. – „Kdo nenávidí chyby, nenávidí lidi“ (Plinius mladší)

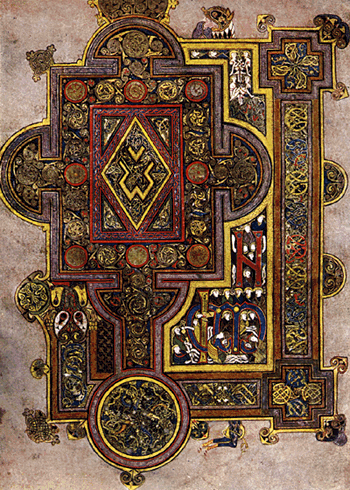
Iniciála Q (Book of Kells, Irsko, 8. stol.)

## Quid
- Quid est libertas? Potestas vivendi, ut velis. – „Co je svoboda? Možnost žít podle svého“ (Cicero)
- Quid est veritas? – „Co je pravda?“ (Pilát k Ježíšovi, J 18,38)
- Quid leges sine moribus? – „K čemu jsou zákony bez mravů?“ (Horatius, Ódy 3.24.35)
- Quid non mortalia pectora cogis, auri sacra fames? – „K čemu až dovede lidská srdce ten proklatý hlad po zlatu“ (Vergilius, Aeneis 3,56)
- Quid pro quo – „Co za co“, 1. princip směny; 2. záměna něčeho za něco jiného
- Quid nunc? – „Co teď?“
- Quid Romae faciam? Mentiri nescio? – „Co budu dělat v Římě? Neumím lhát.“ (Juvenalis)
- Quid sit futurum cras, fuge quaerere – „Po tom, co bude zítra, se raději neptej“ (Horatius)
- Quid si caelum irrutat? – „Co kdyby se zřítilo nebe?“ (Terentius)
- Quidquid agis prudenter agas et respice finem. – „Cokoli činíš, jednej prozřetelně a mysli na výsledek (konec)“, připisováno Ezopovi, Pythagorovi a jiným
- Quidquid delirant reges, plectuntur Achivi. – „Cokoli si vymyslí králové, odnesou Řekové“ (Homér)
- Quidquid discis, tibi discis. – „Cokoli se učíš, učíš se pro sebe“ (Petronius)
- Quidquid est factum, semper est factum totum. – „Cokoli se stalo, stalo se celé“
- Quidquid in altum fortuna tulit, ruitura levat. – „Co štěstěna vynese vzhůru, zase spadne dolů“
- Quidquid praecipies, esto brevis. – „Ať učíš cokoli, buď stručný“
- Quilibet fortunae suae faber. – „Každý si svůj osud (štěstí) dělá sám“
- Quinta essentia – „Pátá podstata, pátý živel“
- Quis autem custodiat ipsos custodes? – „Kdo ale ohlídá hlídače?“ (Juvenalis)
- Quis famulus amantior domini quam canis? – „Kdo je věrnější sluha svého pána než pes?“ (Columella, De re rustica)
- Quis? Quid? Ubi? Quibus auxiliis? Cur? Quomodo? Quando? – „Kdo? Co? Kde? Čím? Proč? Jak? Kdy?“, kategorie scholastiky v 18. stol.
- Quis Solem fallere possit? – „Kdo by dokázal oklamat Slunce?“ (Ovidius)
- Quis ut Deus? – „Kdo (je) jako Bůh?“ (latinský překlad hebrejského jména Michael)

## Quo
- Quousque tandem abutere, Catilina, patientia nostra? – „Jak dlouho ještě budeš Catilino zneužívat naši trpělivost?“ (Cicero, začátek první řeči proti spiklenci Catilinovi)
- Quo vadis, (Domine)? – „Kam jdeš, (Pane)?“, zeptal se podle legendy apoštol Petr Ježíše, když ho potkal při svém útěku z Říma. Ježíš mu řekl, že jde do Říma, aby ho tam znovu ukřižovali. Petr se zastyděl a vrátil se zpět.
- Quod bonum, faustum, felix, fortunatumque sit. (Q.B.F.F.F.S.) – „Všechno dobré, příznivé a šťastné ať je požehnáno“, stará formule přání (Cicero, De divinatione), užívaná od 16. století na univerzitách
- Quod erat demonstrandum (q. e. d.) – „Což bylo třeba dokázat“, řecky hóper édei deixai, závěr dokazovacího postupu
- Quod licet Iovi, non licet bovi – „Co si může dovolit Jupiter (Zeus), nemůže si dovolit vůl“ (podle Terentia)
- Quod me nutrit me destruit. – „Co mě živí mě také ničí“
- Quod non est in actis, non est in mundo. – „Co není ve spisech, neexistuje“, novověká právní zásada, někdy také ironicky
- Quod scripsi, scripsi! – „Co jsem napsal, to jsem napsal“, odpověď Pilátova na námitky proti nápisu na kříži (J 19,22)
- Quod supra nos, nihil ad nos. – „Co je nad námi se nás netýká“, skeptická formule
- Quod tibi fieri (non) vis, alteri (ne) feceris! – „Co (ne)chceš, aby ti dělali jiní, (ne)dělej ty jim“, Zlaté pravidlo; (Bible, Mt 7,12)
- Quodlibet – „Podle libosti“, v hudbě volná improvizace
- Quorum – „Z nich“, potřebný počet hlasů
- Quos Deus perdere vult, dementat prius. – „Koho chce Bůh zahubit, zbaví ho nejdřív rozumu“
- Quos ego! - „Jen počkejte, já vám dám co proto“, takto aposiopeticky hrozí Neptun (Poseidón) v prvním zpěvu Vergiliovy Aeneidy neposlušným větrům
- Quot capita, tot sensus. – „Kolik hlav, tolik mínění“ (Horatius, Satiry 2.1.27)
- Quot homines, tot sententiae. – „Kolik hlav, tolik úsudků“
- Quot servi, tot hostes. – „Kolik sluhů (otroků), tolik nepřátel“